# Steninge kyrkby
Steninge kyrkby är kyrkbyn i Steninge socken i Halmstads kommun belägen öster om tätorten Steninge. Från 2023 avgränsar SCB här en småort.
I Steninge kyrkby återfinns Steninge kyrka och här finns också en samling bostadshus byggda i ovanlig teknik.